# Die Tokioter Prozesse
Die Tokioter Prozesse (englisch Tokyo Trial) ist eine vierteilige Miniserie der japanischen, öffentlich-rechtlichen Sendeanstalt NHK, mit dem kanadischen Produktionsunternehmen Don Carmody Television und der niederländischen FATT Productions. Sie stellt die Geschehnisse rund um die Tokioter Prozesse aus Sicht der beteiligten Richter dar. Die Erstausstrahlung in Japan war am 12. Dezember 2016 auf NHK, während Netflix die Serie außerhalb Japans am 13. Dezember 2016 streamte.

## Handlung
Nach der Kapitulation Japans bestimmen 1946 die Hauptsiegermächte das Tokioter Tribunal, um über die japanischen Kriegsverbrecher zu richten. Der australische Richter William F. Webb wird vom alliierten Oberbefehlshaber in Japan, General MacArthur, zum Vorsitzenden des Tribunals ernannt. Ihm zur Seite werden acht Richter aus befreundeten Staaten zur Seite gestellt: Myron C. Cramer (Vereinigte Staaten Vereinigte Staaten), van Michyevich Zaryanov (Sowjetunion), William Donald Patrick (Vereinigtes Königreich), Henri Bernard (Frankreich), Bernard V. A. Röling (Niederlande), Mei Ru'ao (Republik China), Harvey Northcroft (Neuseeland) und Edward Stuart McDougall (Kanada). Kurze Zeit später stoßen noch die Richter Radhabinod Pal (Indien) und Delfin Jaranilla (Philippinen) dazu. Bei ihrem ersten Zusammentreffen geloben sie, der Welt einen fairen Prozess zu präsentieren und nach geltendem Recht (Völkerrecht) zu urteilen.
Obwohl sich die meisten Richter in den meisten Anklagepunkten und der Tatsache der japanischen Kriegsverbrechen einig sind wächst bei einigen der Zweifel an der Rechtmäßigkeit der angewendeten Gesetze. Waren die für die Verurteilung der japanischen Kriegsverbrecher anzuwendenden Gesetze zur Tatzeit aktiv – oder handelt es sich um Siegerjustiz? Speziell Röling und Pal möchten den für die Geschichte wichtigen Prozess auf eine juristische glaubhafte und nachvollziehbare Ebene hieven. Doch die anderen Richter wollen ein schnelles Ende des Prozesses mit vergleichbaren Resultaten wie bei den Nürnberger Prozessen im Nachkriegsdeutschland. Es kommt zu Spannungen zwischen den Richterkollegen, die sich über die zweieinhalbjährige Gerichtsverhandlung ziehen. Bei der Urteilsverkündung werden sieben der 28 Angeklagten zum Tode verurteilt.

## Besetzung
| Rollenname                 | Schauspieler/in         |
| -------------------------- | ----------------------- |
| Myron C. Cramer            | Tim Ahern               |
| Henri Bernard              | Serge Hazanavicius      |
| B. V. A. Röling            | Marcel Hensema          |
| President Sir William Webb | Jonathan Hyde           |
| General Douglas MacArthur  | Michael Ironside        |
| Radhabinod Pal             | Irrfan Khan             |
| Edward Stuart McDougall    | Stephen McHattie        |
| Mei Ru'ao                  | David Tse               |
| Erima H. Northcroft        | Julian Wadham           |
| Colonel Delfin Jaranillo   | Bert Matias             |
| Eta Harich-Schneider       | Hadewych Minis          |
| Russische Übersetzerin     | Gabija Jaraminaite      |
| General I.M. Zaryanov      | Kestutis Stasys Jakstas |
| W. D. Patrick              | Paul Freeman            |
| Erzähler                   | Stacy Keach             |
| General Willink            | Porgy Franssen          |
| Quentin Baxter             | Jules Knight            |

## Hintergrund
Die Miniserie wird durch historische Schwarzweiß-Aufnahmen ergänzt, die die Schauspieler, ebenfalls in Schwarzweiß, integriert.